# حمید نادری یگانه
حمید نادری یگانه (زادهٔ ۴ مرداد ۱۳۶۹ در قم)، یک هنرمند ایرانی است. آثار هنری او به دلیل استفاده از روش های نوین ریاضی در خلق آنها مورد توجه قرار گرفته اند. خبرگزاری‌هایی نظیر ایرنا، باشگاه خبرنگاران جوان، کیهان، هافینگتون پست، گاردین، نیویورک تایمز و سی ان ان آثار هنری او را مورد بررسی قرار داده‌اند و برخی از آنها به او لقب داوینچی ایران داده‌اند. حمید نادری یگانه توانسته است اشیای واقعی نظیر پرندگان، گیاهان، صورت انسان و ... را به وسیله ی توابع مثلثاتی ترسیم کند. از دیگر کارهای او می توان به ایجاد تصاویر متقارن تزیینی، فراکتال ها و طرح های موزاییک کاری به وسیله ی مفاهیم ریاضی اشاره نمود. یکی از آثار حمید نادری یگانه که «۹۰۰۰ بیضی» نام دارد به عنوان طرح روی جلد نسخهٔ نوامبر ۲۰۱۷ مجلهٔ امریکن متمتیکال مانتلی استفاده شده است.

## آثار هنری

### ترسیم اشیای واقعی

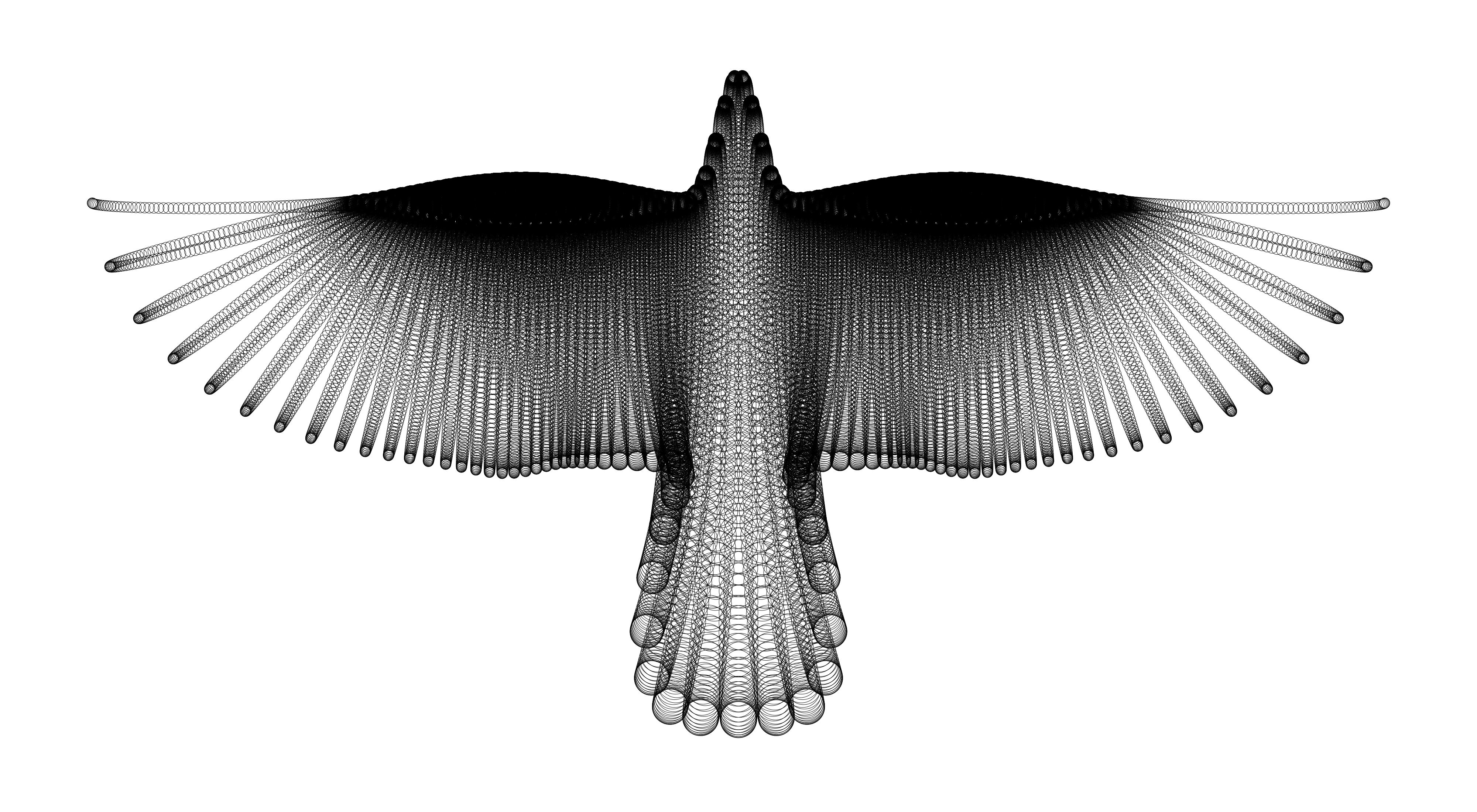
"پرنده" ایجاد شده توسط حمید نادری یگانه

حمید نادری یگانه برای ترسیم اشیای واقعی به وسیله ی فرمول های ریاضی دو روش را معرفی کرده است. در روش اول ابتدا هزاران تصویر به وسیله ی فرمولهای ریاضی و با تغییر پارامترهای موجود در آنان ایجاد می شوند و سپس تصاویری که به اشیای واقعی شباهت دارند برگزیده می شوند. به عنوان مثال او با این روش اشیایی چون پرندگان، ماهی، قایق بادبانی و ... را ترسیم کرده است. در روش دوم او به وسیله ی یک روش مرحله به مرحله یک شی واقعی را به وسیله ی معادلات ریاضی ترسیم می کند. در هر مرحله او سعی می کند که با افزودن یک تابع مناسب به شکل مطلوب نزدیک تر شود. به عنوان مثال او با استفاده از این روش توانسته برخی پرندگان، گیاهان، پروانه، صورت انسان و ... را به وسیله ی توابع مثلثاتی ترسیم کند.

### فراکتال ها و طرح های موزاییک کاری
حمید نادری یگانه با استفاده از چندضلعی های الهام گرفته شده از قاره ها،اکتال ها و طرح های موزاییک کاری ایجاد کرده است. به عنوان مثال او با استفاده از یک هشت ضلعی شبیه قاره آفریقا و وارون جانبی آن یک فراکتال ایجاد کرده است که با نسبت طلایی و دنباله ی فیبوناچی ارتباط دارد.

## تحصیلات
حمید نادری یگانه دارای مدرک کارشناسی ارشد رشته ریاضی محض از دانشگاه صنعتی شریف و کارشناسی رشته ی ریاضیات و کاربردها از دانشگاه قم است. او در سی و هشتمین دوره ی مسابقه ی ریاضی دانشجویی ایران موفق به کسب مدال طلا و در سی و نهمین دوره ی این مسابقات موفق به کسب مدال نقره شد. وی همچنین در بیستمین المپیاد علمی دانشجویی سازمان سنجش آموزش کشور رتبه نهم و در بیست و یکمین المپیاد علمی دانشجویی رتبه هشتم در رشته ریاضیات را از آن خود کرد.

## کنفرانس ها و نمایشگاه ها
- هنر ∩ ریاضی (Art ∩ Math)، مرکز هنر های معاصر، (سیاتل، واشینگتن)، ۱ مارس - ۱۴ آوریل ۲۰۱۸.[۲۹]
- اشتراک هنر + ریاضی (The Intersection of Art + Math)، مرکز هنری شاک، (اورت، واشینگتن)،۲۶ آوریل - ۲ ژوئن ۲۰۱۸.[۳۰]
- سخنرانی های لیزر در تهران (LASER Talks in Tehran)، لئوناردو، انجمن بین‌المللی برای هنرها، علوم و فناوری (تهران، ایران)، ۱۰ اوت ۲۰۱۸.[۳۱]

## نگارخانه
تصاویر زیر نمونه هایی از کارهای حمید نادری یگانه هستند:

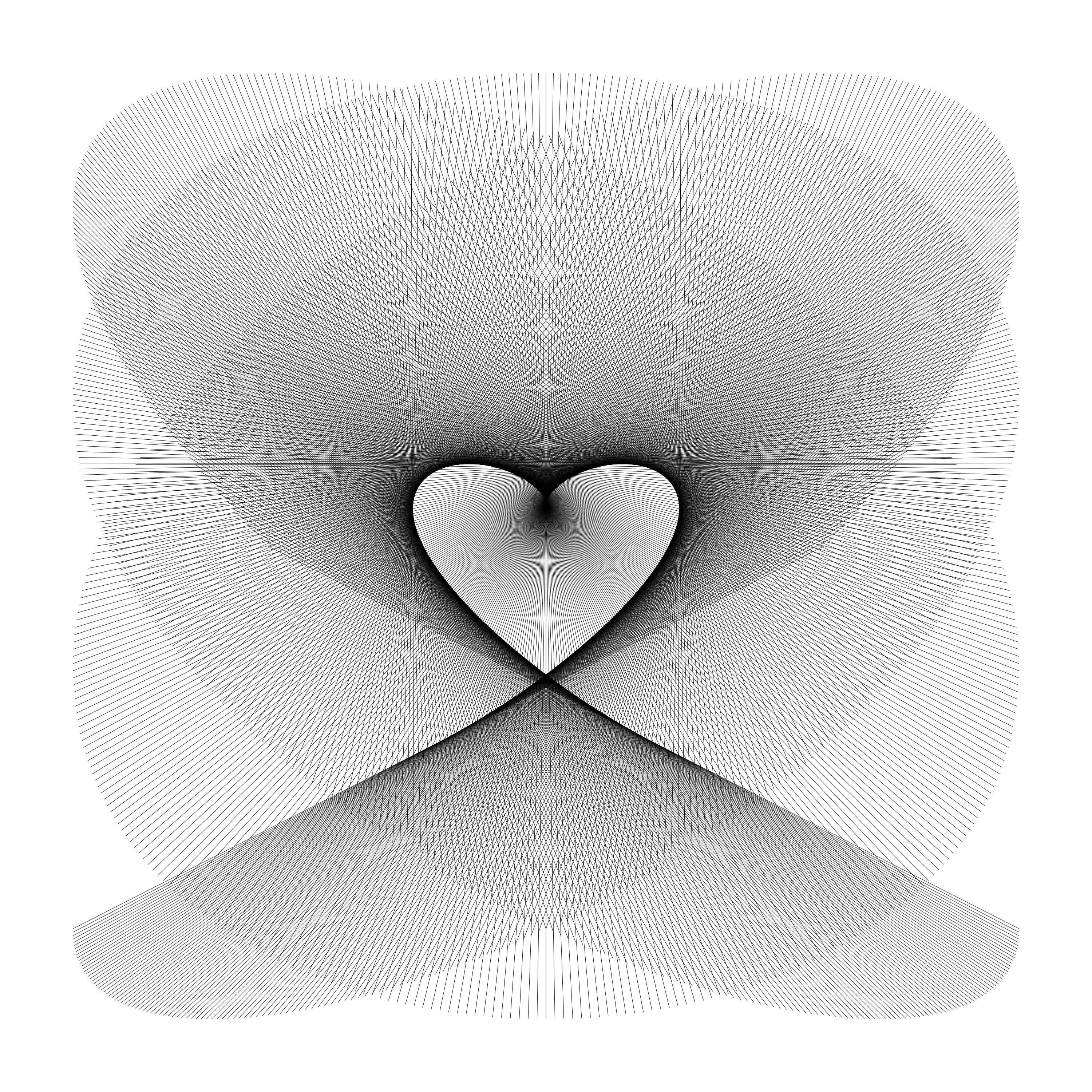
"قلب" ایجاد شده توسط حمید نادری یگانه
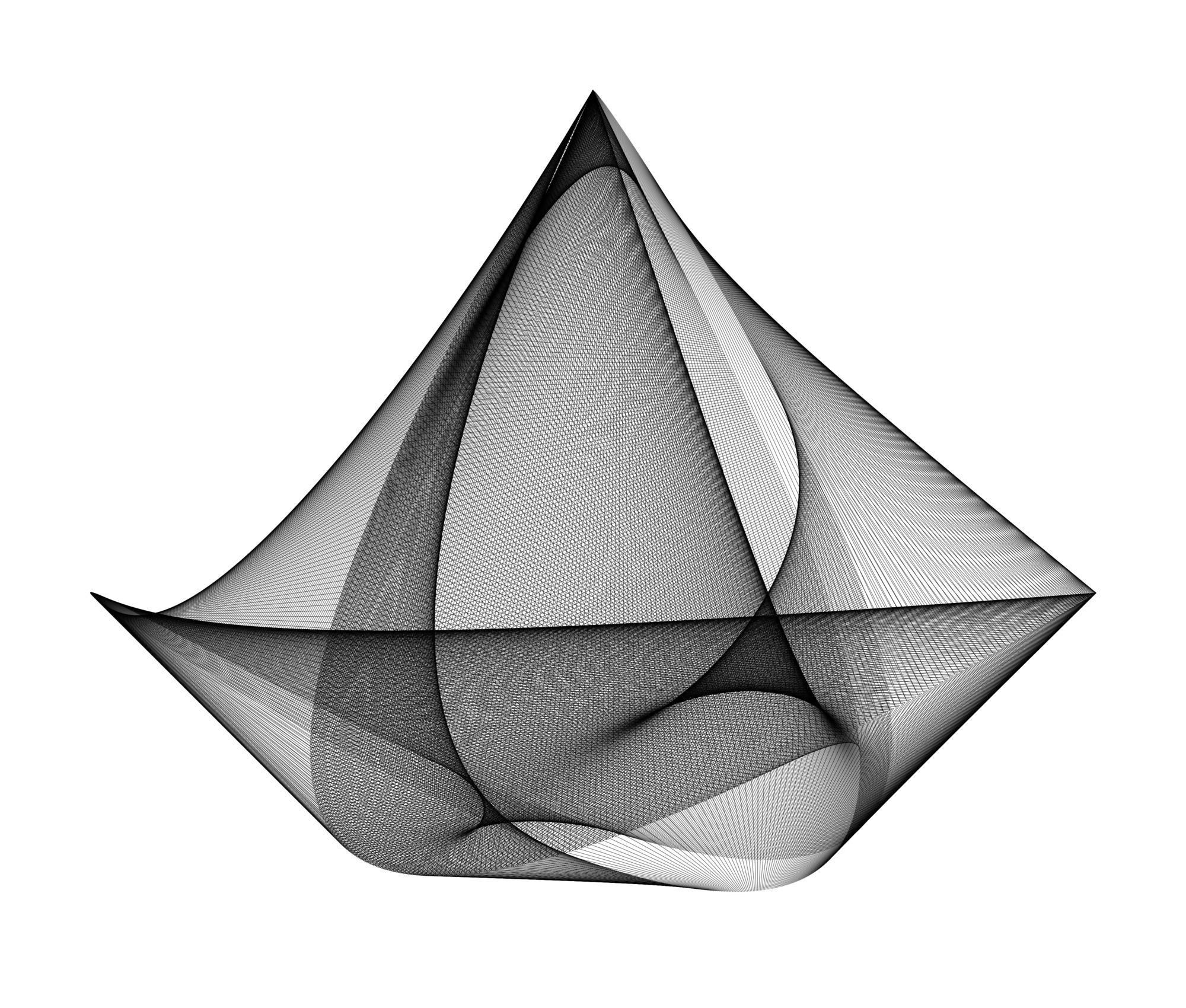
"قایق بادبانی" ایجاد شده توسط حمید نادری یگانه
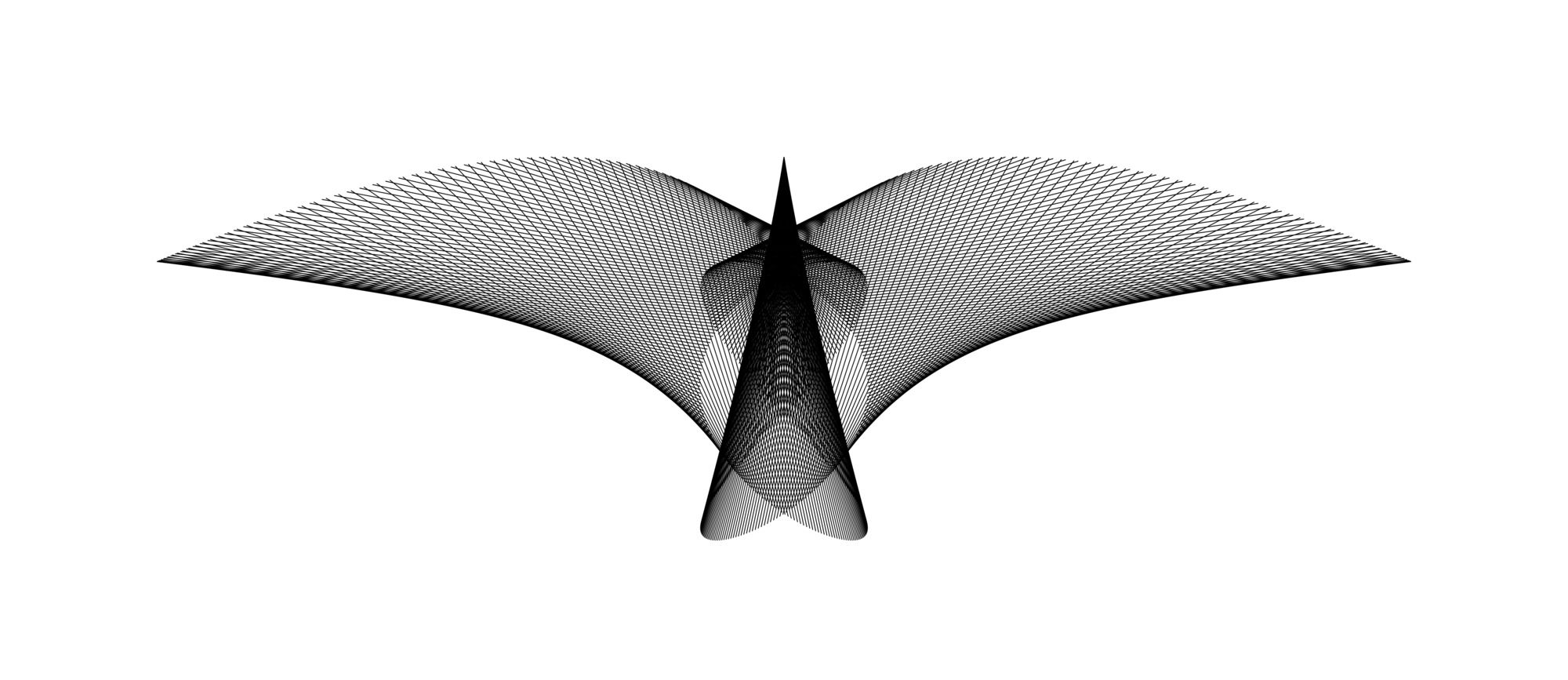
"پرنده" ایجاد شده توسط حمید نادری یگانه
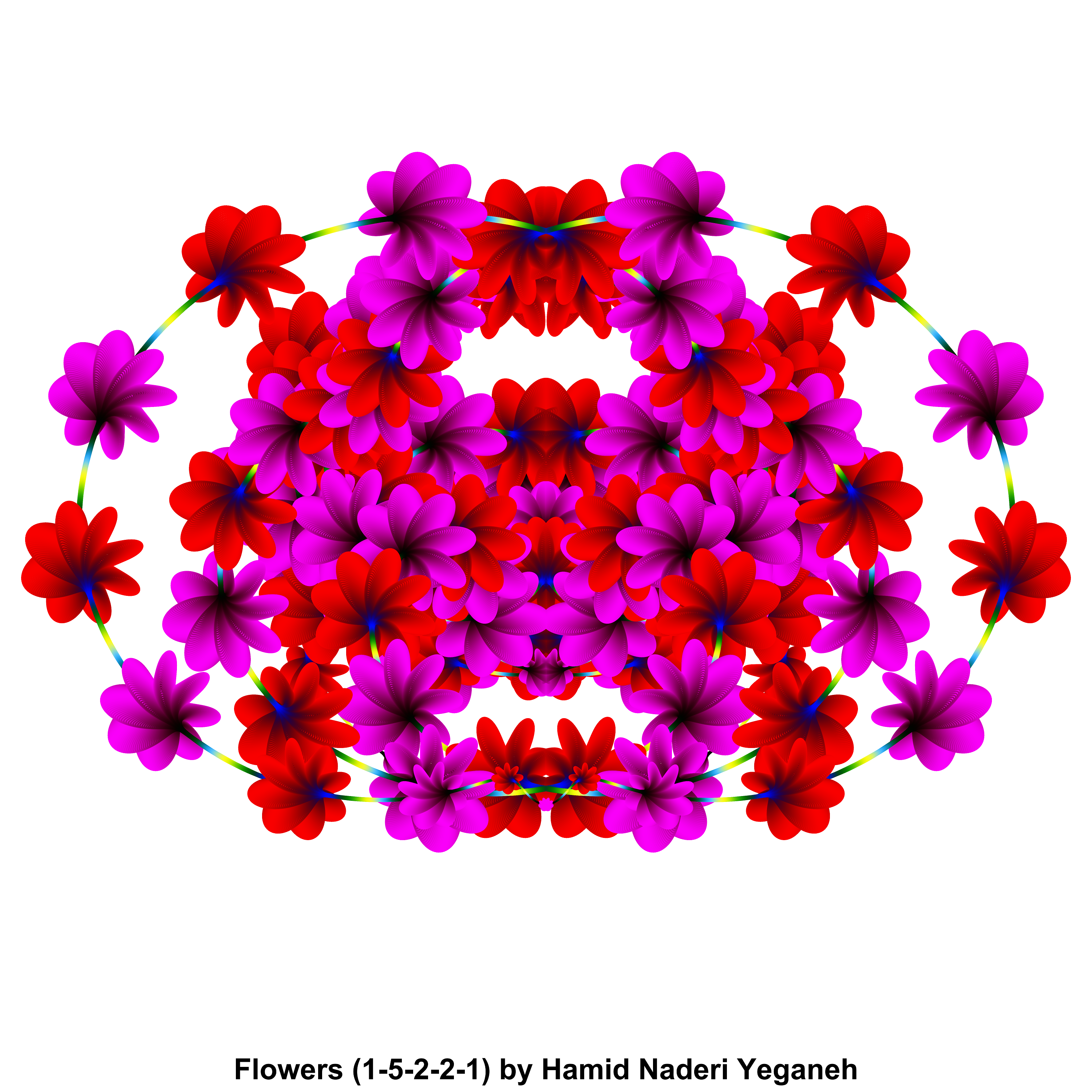
"گل ها" ایجاد شده توسط حمید نادری یگانه